# Agathosma juniperifolia
Agathosma juniperifolia är en vinruteväxtart som beskrevs av Friedrich Gottlieb Bartling. Agathosma juniperifolia ingår i släktet Agathosma och familjen vinruteväxter. Inga underarter finns listade i Catalogue of Life.